# Huélago
Huélago és un municipi de la província de Granada situat al NE de la capital provincial, amb una extensió de 32,79 km². El seu nucli de població, situat a 913 m. d'altitud sobre el nivell del mar, se situa en una depressió travessada per un rierol que duu el seu nom, i que al seu torn és afluent del riu Fardes.
Huélago limita al Nord amb els termes municipals de Morelábor, Pedro Martínez i Fonelas. Al sud amb Darro i Belerda. A l'est amb Fonelas i a l'oest amb Morelábor.